# Federico V di Danimarca
Federico V di Danimarca (Copenaghen, 31 marzo 1723 – Copenaghen, 13 gennaio 1766) fu re di Danimarca e Norvegia dal 1746 fino alla sua morte.

## Biografia

### I primi anni

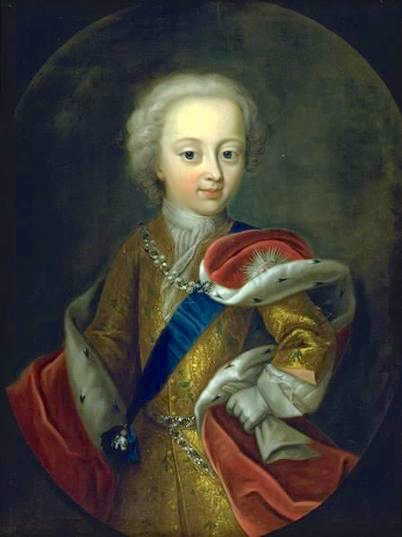
Il principe Federico in un ritratto dell'epoca.

Federico nacque il 31 marzo 1723 al Castello di Copenaghen, nipote del re Federico IV di Danimarca e figlio di Cristiano, principe ereditario e di sua moglie, Sofia Maddalena di Brandeburgo-Kulmbach. Il 12 ottobre 1730 re Federico IV morì ed il padre di Federico ascese al trono col nome di Cristiano VI, lasciando il titolo di principe ereditario a Federico stesso.
Cristiano VI e Sofia Maddalena erano devoti pietisti e Federico crebbe con un'educazione strettamente religiosa, sebbene le sue reali inclinazioni all'edonismo ed alla gioia dei piaceri della vita come il vino e le donne emergerà poi negli anni.

### Il regno

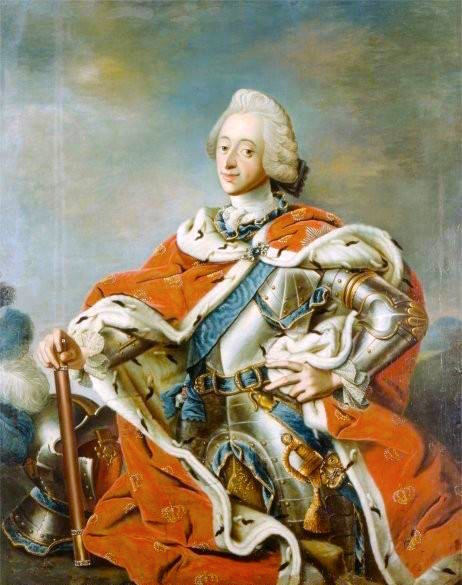
Federico V in un ritratto dell'epoca.

L'influenza personale di Federico V nell'ambito delle azioni di governo fu sempre piuttosto limitata. Il re era solito esagerare nel consumo di alcolici e la maggior parte del suo regno vide forzatamente l'azione di abilissimi ministri come Adam Gottlob von Moltke, Johann Hartwig Ernst von Bernstorff e Heinrich Carl von Schimmelmann. Essi evitarono di coinvolgere la Danimarca nelle guerre europee che infestarono il XVIII secolo; il paese rimase infatti neutrale anche durante la Guerra dei Sette Anni (1756-1763), che pure coinvolgeva le vicine potenze di Russia e Svezia.
Nel campo della politica interna, Federico V promosse con von Moltke delle riforme agrarie più liberali rispetto ai suoi predecessori, che però apportarono benefici minimi agli agricoltori. Nella capitale, Federico V aprì il Frederiks Hospital. Il 29 giugno 1753 il re istituì la prima lotteria di stato danese denominata Det Kongelige Kjøbenhavnske Klasselotteri, ancora oggi esistente.
Malgrado la sua poca attenzione agli affari di governo, Federico V fu particolarmente attivo nell'arricchire la sua corte e la Danimarca di splendide e sfarzose opere architettoniche, sfruttando le ricche finanze in un periodo di pace e prosperità per lo stato. Federico V diede così vita al Palazzo di Amalienborg nella periferia di Copenaghen come sua residenza estiva.
In ambito culturale, Federico V fondò l'Accademia Reale d'Arte danese (Det Kongelige Danske Kunstakademi) a Copenaghen, che aprì ufficialmente il 31 marzo 1754, il giorno del suo trentunesimo compleanno. Grande amante del teatro, nel 1748 aprì il Teatro Reale di Copenaghen (nella piazza (Kongens Nytorv) chiamandovi ad operare commedianti del calibro di Nicolai Eigtveds e che misero in scena anche opere proibite da suo padre.
Fervido massone, fu membro della loggia di Sankt Martin.
Il re morì dopo 43 anni di vita e 20 di regno. Le sue ultime parole furono: «È una grande consolazione per me nelle mie ultime ore sapere che non ho mai, di mia volontà, offeso nessuno e non c'è neanche una goccia di sangue sulle mie mani». Federico V venne sepolto nella Cattedrale di Roskilde, vicino a Copenaghen.

### L'eredità

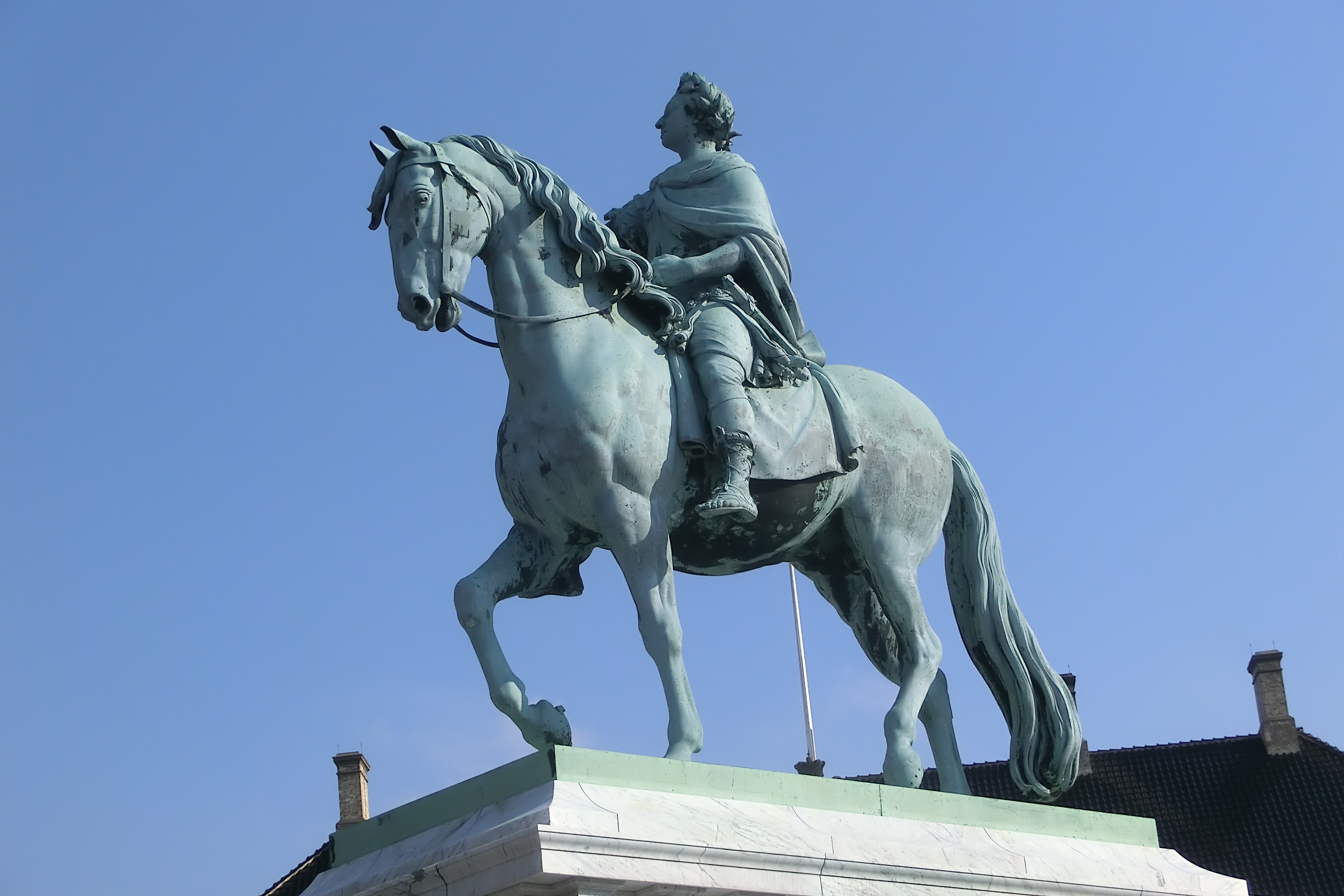
Statua di Federico V ad opera di Jacques François Joseph Saly

Il 1º agosto 1771, cinque anni dopo la morte del re, venne eretta una statua equestre in onore di Federico V nelle vesti di imperatore romano, realizzata ad opera dello scultore francese Jacques François Joseph Saly che venne posta nella Piazza di Amalienborg a Copenaghen.
Da Federico V prese il nome il villaggio di Frederiksværk sull'isola di Sjælland, il villaggio di Frederiksted sull'isola di St. Croix, nelle Isole Vergini statunitensi, così come il distretto di Frederiksstaden a Copenaghen. La città di Serampore nello stato indiano del Bengala occidentale, era conosciuta col nome di Frederiksnagore dal 1755 al 1845, quando divenne parte delle Indie olandesi, e la città di Paamiut in Groenlandia è ancora oggi conosciuta col nome tradizionale di Frederikshaab, sempre in onore di Federico V.

## Matrimoni e figli

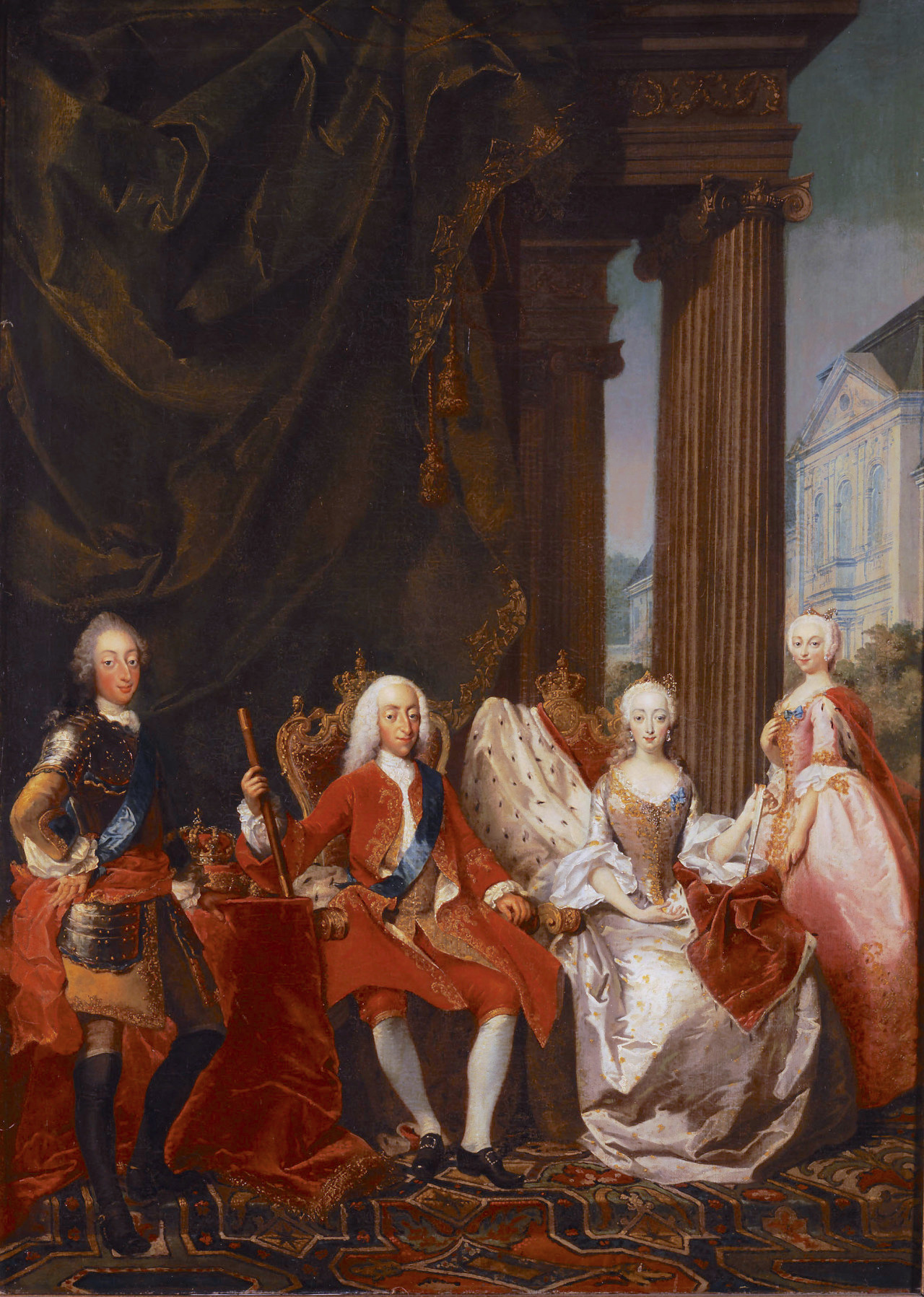
Federico (primo a sinistra) e Luisa (ultima da destra), principi ereditari di Danimarca, con re Cristiano VI e la regina Sofia Maddalena seduti al centro, in un dipinto del 1744 ad opera di Marcus Tuscher.

Il principe ereditario Federico sposò in prime nozze ad Altona, nell'Holstein, l'11 dicembre 1743 la principessa Luisa di Hannover, figlia di re Giorgio II di Gran Bretagna e della principessa Carolina di Ansbach. La coppia fu genitrice di sei figli, di cui però uno nato morto.
Luisa, che assistette all'ascesa del marito al trono danese, morì però il 19 dicembre 1751 al Palazzo di Christiansborg per poi essere sepolta alla Cattedrale di Roskilde. All'epoca della sua morte era incinta del sesto figlio. La coppia ebbe in totale i seguenti figli:
- Cristiano, principe di Danimarca e Norvegia (7 luglio 1745 - 3 giugno 1747);
- Sofia Maddalena (3 luglio 1746 - 21 agosto 1813), sposò Gustavo III di Svezia;
- Guglielmina Carolina (10 luglio 1747 - 19 gennaio 1820) sposò Guglielmo I, elettore d'Assia-Kassel;
- Cristiano VII di Danimarca (29 gennaio 1749 - 13 marzo 1808);
- Luisa (30 gennaio 1750 - 12 gennaio 1831), sposò Carlo d'Assia-Kassel e fu madre di Luisa Carolina, principessa d'Assia-Kassel e nonna di Cristiano IX di Danimarca.

Dopo la morte della prima moglie il 19 dicembre 1751 Federico sposò in seconde nozze Giuliana Maria, figlia di Ferdinando Alberto II, duca di Brunswick-Lüneburg, al Palazzo di Frederiksborg l'8 luglio 1752. La coppia ebbe un solo figlio:
- Federico di Danimarca e Norvegia, che fu a sua volta padre del re Cristiano VIII e nonno di Luisa d'Assia-Kassel, divenuta in seguito anch'essa regina di Danimarca;

Re Federico V ebbe inoltre cinque figli illegittimi da Else Hansen:
- Frederikka Margrethe (1747-1802), sposò Federico Guglielmo di Destinon;
- Frederikka Katherine (1748-1822), sposò Giovanni Federico di Lützau;
- Anna Maria (1749-1812), sposò Peter Fehmann e poi Peter von Meulangracht;
- Sophia Charlotte (1750-1779), sposò Henri Alexis d'Origny;
- Ulirch Frederik (1751-1752).

## Ascendenza
|                                          |                                         |                                         | Genitori                                   |  |  | Nonni |  |  | Bisnonni                 |  |  | Trisnonni                 |  |
|                                          |                                         |                                         |                                            |  |  |       |  |  | Cristiano V di Danimarca |  |  | Federico III di Danimarca |  |
|                                          |                                         |                                         |                                            |  |  |       |  |  | Cristiano V di Danimarca |  |  | Federico III di Danimarca |  |
|                                          |                                         | Sofia Amalia di Brunswick-Lüneburg      |                                            |  |  |       |  |  | Cristiano V di Danimarca |  |  |                           |  |
| Federico IV di Danimarca                 |                                         |                                         |                                            |  |  |       |  |  | Cristiano V di Danimarca |  |  |                           |  |
|                                          |                                         | Carlotta Amalia d'Assia-Kassel          | Guglielmo VI d'Assia-Kassel                |  |  |       |  |  |                          |  |  |                           |  |
|                                          |                                         | Carlotta Amalia d'Assia-Kassel          | Guglielmo VI d'Assia-Kassel                |  |  |       |  |  |                          |  |  |                           |  |
|                                          |                                         | Carlotta Amalia d'Assia-Kassel          | Edvige Sofia di Brandeburgo                |  |  |       |  |  |                          |  |  |                           |  |
| Cristiano VI di Danimarca                |                                         | Carlotta Amalia d'Assia-Kassel          |                                            |  |  |       |  |  |                          |  |  |                           |  |
|                                          |                                         | Gustavo Adolfo di Meclemburgo-Güstrow   | Giovanni Alberto II di Meclemburgo-Güstrow |  |  |       |  |  |                          |  |  |                           |  |
|                                          |                                         | Gustavo Adolfo di Meclemburgo-Güstrow   | Giovanni Alberto II di Meclemburgo-Güstrow |  |  |       |  |  |                          |  |  |                           |  |
|                                          |                                         | Gustavo Adolfo di Meclemburgo-Güstrow   | Eleonora Maria di Anhalt-Bernburg          |  |  |       |  |  |                          |  |  |                           |  |
| Luisa di Meclemburgo-Güstrow             |                                         | Gustavo Adolfo di Meclemburgo-Güstrow   |                                            |  |  |       |  |  |                          |  |  |                           |  |
|                                          |                                         | Maddalena Sibilla di Holstein-Gottorp   | Federico III di Holstein-Gottorp           |  |  |       |  |  |                          |  |  |                           |  |
|                                          |                                         | Maddalena Sibilla di Holstein-Gottorp   | Federico III di Holstein-Gottorp           |  |  |       |  |  |                          |  |  |                           |  |
|                                          |                                         | Maddalena Sibilla di Holstein-Gottorp   | Maria Elisabetta di Sassonia               |  |  |       |  |  |                          |  |  |                           |  |
| Federico V di Danimarca                  |                                         | Maddalena Sibilla di Holstein-Gottorp   |                                            |  |  |       |  |  |                          |  |  |                           |  |
|                                          | Giorgio Alberto di Brandeburgo-Kulmbach | Cristiano di Brandeburgo-Bayreuth       |                                            |  |  |       |  |  |                          |  |  |                           |  |
|                                          | Giorgio Alberto di Brandeburgo-Kulmbach | Cristiano di Brandeburgo-Bayreuth       |                                            |  |  |       |  |  |                          |  |  |                           |  |
|                                          | Giorgio Alberto di Brandeburgo-Kulmbach | Maria di Hohenzollern                   |                                            |  |  |       |  |  |                          |  |  |                           |  |
| Cristiano Enrico di Brandeburgo-Kulmbach | Giorgio Alberto di Brandeburgo-Kulmbach |                                         |                                            |  |  |       |  |  |                          |  |  |                           |  |
|                                          |                                         | Maria Elisabetta di Holstein-Glücksburg | …                                          |  |  |       |  |  |                          |  |  |                           |  |
|                                          |                                         | Maria Elisabetta di Holstein-Glücksburg | …                                          |  |  |       |  |  |                          |  |  |                           |  |
|                                          |                                         | Maria Elisabetta di Holstein-Glücksburg | …                                          |  |  |       |  |  |                          |  |  |                           |  |
| Sofia Maddalena di Brandeburgo-Kulmbach  |                                         | Maria Elisabetta di Holstein-Glücksburg |                                            |  |  |       |  |  |                          |  |  |                           |  |
|                                          |                                         | Alberto Federico di Wolfstein           | …                                          |  |  |       |  |  |                          |  |  |                           |  |
|                                          |                                         | Alberto Federico di Wolfstein           | …                                          |  |  |       |  |  |                          |  |  |                           |  |
|                                          |                                         | Alberto Federico di Wolfstein           | …                                          |  |  |       |  |  |                          |  |  |                           |  |
| Sofia Cristiana di Wolfstein             |                                         | Alberto Federico di Wolfstein           |                                            |  |  |       |  |  |                          |  |  |                           |  |
|                                          |                                         | Luisa di Castell-Remlingen              | Wolfgango Giorgio di Castell-Remlingen     |  |  |       |  |  |                          |  |  |                           |  |
|                                          |                                         | Luisa di Castell-Remlingen              | Wolfgango Giorgio di Castell-Remlingen     |  |  |       |  |  |                          |  |  |                           |  |
|                                          |                                         | Luisa di Castell-Remlingen              | …                                          |  |  |       |  |  |                          |  |  |                           |  |
|                                          |                                         | Luisa di Castell-Remlingen              |                                            |  |  |       |  |  |                          |  |  |                           |  |